# Napeanthus angustifolius
Napeanthus angustifolius är en tvåhjärtbladig växtart som beskrevs av Feuillet och L.E. Skog. Napeanthus angustifolius ingår i släktet Napeanthus och familjen Gesneriaceae. Inga underarter finns listade i Catalogue of Life.